# Купер, Мэрилин
Мэрилин Купер (англ. Marilyn Cooper; 14 декабря 1934, Нью-Йорк, Нью-Йорк — 22 апреля 2009, Дом актёров Лилиан Бут, Нью-Джерси) — американская театральная актриса.

## Биография
Мэрилин Купер родилась в Нью-Йорке в 1934 году. Дебютировала на Бродвее в 1956 году в составе хора в мюзикле «Мистер Чудо». Затем играла в мюзикле «Бригадун» .
В 1957 году она сыграла Розалию, девушку-«акулу», которая хочет вернуться в Пуэрто-Рико («Пуэрто-Рико, вы прекрасный остров»), в оригинальной бродвейской постановке «Вестсайдская история». В 1959 году она продолжила создавать ансамблевую роль Агнес, лидера голливудских блондинок, в оригинальной бродвейской постановке «Цыганка». в 1962 году она закончила играть главную роль в мюзикле «Я могу достать это вам по оптовой цене», вместе с Эллиоттом Гулдом и Шири Норт (шоу ознаменовало бродвейский дебют Барбры Стрейзанд в возрасте 19 лет).
Далее следует долгая карьера в Нью-Йорке, она появляясь на Бродвее в таких постановах как «Аллилуйя, крошка!», «Золотая радуга», «Мэйм», «Дважды два», «Увольнение в город» и «Бальный зал»
В 1981 году Купер сыграла второстепенную роль Джен Донован в мюзикле «Женщина года», за которую она была удостоена премий «Драма Деск»  и «Тони». До 1984 года актриса продолжила играть в данном спектакле  в различных составах. В 1985 году она получила роль в мюзикле «Странная парочка», а в 1987 — в «Бродвейская связь».
Также Купер появилась в нескольких телевизионных проектах.
Мэрилин Купер умерла 22 апреля 2009 года в Энглвуде, штат Нью-Джерси, после продолжительной болезни
.